# Comuna de Telatyn
Telatyn (polaco: Gmina Telatyn) é uma gminy (comuna) na Polónia, na voivodia de Lublin e no condado de Tomaszowski (lubelski). A sede do condado é a cidade de Telatyn.
De acordo com os censos de 2004, a comuna tem 4529 habitantes, com uma densidade 41,3 hab/km².

## Área
Estende-se por uma área de 109,66 km², incluindo:
- área agrícola: 88%
- área florestal: 6%

## Demografia
Dados de 30 de Junho 2004:
|                      | Total   | Total | Mulheres | Mulheres | Homens  | Homens |
| -------------------- | ------- | ----- | -------- | -------- | ------- | ------ |
|                      | pessoas | %     | pessoas  | %        | pessoas | %      |
| População            | 4529    | 100   | 2251     | 49,7     | 2278    | 50,3   |
| Densidade (pop./km²) | 41,3    | 100   | 20,5     | 20,5     | 20,8    | 20,8   |

De acordo com dados de 2002, o rendimento médio per capita ascendia a 1249,18 zł.

## Subdivisões
- Dutrów, Franusin, Kryszyn, Łachowce, Łykoszyn, Marysin, Nowosiółki, Posadów, Poturzyn, Radków, Radków-Kolonia, Suszów, Telatyn, Telatyn-Kolonia, Telatyn-Kolonia Druga, Wasylów, Żulice.

## Comunas vizinhas
- Dołhobyczów, Łaszczów, Mircze, Ulhówek